# 산북초등학교 (경북)
산북초등학교는 대한민국 경상북도 문경시 산북면 대상리에 있는 공립 초등학교이다.

## 학교 연혁
- 1921년	10월 15일 설립인가
- 1922년	5월 1일 산북공립보통학교 개교
- 1938년	4월 1일 산북공립심상소학교로 개편
- 1941년	4월 1일 산북공립국민학교로 개칭
- 1946년	7월 20일 제1회 졸업식(해방 후)
- 1946년	9월 9일 지내분교장 설치
- 1947년	4월 10일 월지국민학교 분리
- 1962년	11월 24일 이곡분교장 개교
- 1967년	4월 22일 내화분교장 개교
- 1970년	3월 1일 이곡국민학교 분리
- 1981년	3월 9일 병설유치원 개원(1학급 편성)
- 1990년	3월 1일 이곡분교장 편입
- 1992년	3월 1일 내화분교장 통폐합
- 1992년	3월 16일 농촌형 급식학교 급식실시
- 1994년	3월 1일 이곡분교장 통폐합
- 1995년	3월 1일 월지국민학교 통폐합
- 1996년	3월 1일 산북초등학교로 교명 변경
- 1998년	3월 1일 창구분교장 편입
- 1999년	9월 1일 김룡초등학교 통폐합
- 2016년	9월 1일 제32대 서정원 교장 부임
- 2017년	2월 10일 제92회 졸업식(총 졸업생 수 6676명)
- 2017년	3월 1일 9학급(분교3학급 포함), 병설유치원 1학급 편성

## 학교 상징
- 교화 - 철쭉 : 여러 송이가 많이 피어야 아름다운 꽃으로 더불어 살아가는 너그러운 마음과 한뜻으로 뭉치는 화합을 뜻함.
- 교목 - 주목 : 사시사철 서한 풍상속에서도 푸르고 굳굳하게 자라온 주목과 같이 우리들도 희망과 신념을 지닌 위대한 국민의 한사람이 됨을 뜻함.

## 참고 자료
- 산북초등학교 - 한국교육학술정보원 학교알리미